# Pierluigi Pairetto
Pierluigi Pairetto (Torino, 15 luglio 1952) è un ex arbitro di calcio italiano.

## Biografia
È padre dell'arbitro Luca Pairetto.

## Carriera

### Arbitro
Originario della sezione arbitri di Torino, debuttò in Serie A nel 1981, diventando per molti anni fu un arbitro apprezzato sia a livello nazionale che internazionale: insieme a Fabio Baldas, ha rappresentato l'Italia al Campionato mondiale di calcio 1994, dove ha diretto solo l'ottavo di finale tra Romania e Argentina, vinta di rumeni per 3-2, a causa di un infortunio nella prima parte del torneo. Già al Campionato mondiale di calcio 1990 aveva svolto le funzioni di guardalinee.
Dopo la gara Romania-Argentina, la FIFA congedò Pairetto dal torneo a seguito di un giudizio controverso dell'allora segretario Joseph Blatter, il quale riteneva che Pairetto avrebbe dovuto espellere, anziché ammonire, il giocatore rumeno Tibor Selymes per un intervento falloso su Diego Simeone.
Al Campionato europeo di calcio 1996 ha diretto l'incontro Scozia-Inghilterra, vinta dagli inglesi 2-0, e la finale Repubblica Ceca-Germania, disputata allo Stadio Wembley di Londra e terminata con la vittoria dei tedeschi 2-1. In quell'incontro, concesse un rigore ai cechi e convalidò il golden gol di Oliver Bierhoff.
Fu designato anche per il Campionato europeo di calcio 1992, dove arbitrò Paesi Bassi-Germania, vinta dagli olandesi per 3-1.
In carriera ha diretto anche la finale di Coppa delle Coppe 1995-1996 tra Paris Saint-Germain e Rapid Vienna, e ha preso parte ai mondiali FIFA under 20 del 1991 in Portogallo.
In ambito nazionale ha diretto due finali di Coppa Italia (1990-1991 e 1995-1996) e due finali di Supercoppa italiana (1992 e 1994).
Tra le 219 partite dirette in Serie A, si ricordano numerose "classiche": cinque derby di Milano, tre derby di Roma, tre Inter-Roma, tre Milan-Roma, un derby della Lanterna, oltre ad aver arbitrato, il 10 maggio 1987, Napoli-Fiorentina 1-1, che sancì la conquista matematica del primo scudetto dei campani.
Considerato per lungo tempo il miglior arbitro della Serie A, ha ricoperto un ruolo di primaria importanza anche in ambito internazionale, essendo stato stabilmente nella top 10 arbitro dell'anno IFFHS negli anni '90  (al 2° posto nel 1996).
Alla fine del 2008, ha ricevuto un riconoscimento internazionale essendo stato inserito al 7º posto (insieme allo slovacco Ľuboš Micheľ) nella classifica dei migliori arbitri della storia stilata dall'IFFHS. Nel gennaio 2010 la classifica è stata aggiornata, confermandolo stabilmente nella Top Ten (9º posto), a ben 12 anni dal suo ritiro.

### Designatore
Terminata la carriera di arbitro nel 1998 è stato designatore arbitrale, prima in Serie C (1998-1999), poi in Serie A insieme a Paolo Bergamo tra il 1999 e il 2005. Tra il 2002 e il 2006 è stato il primo italiano a ricoprire la carica di vicepresidente della Commissione Arbitrale dell'UEFA.

## Procedimenti giudiziari

### Lo scandalo di Calciopoli
È stato coinvolto nello Scandalo del calcio italiano del 2006, a causa dei frequenti contatti telefonici avuti con Luciano Moggi. In seguito allo scandalo, venne rimosso dal ruolo che ricopriva nella Commissione Arbitrale dell'UEFA, venendo sostituito da Pierluigi Collina. Successivamente è stato condannato in primo grado a una squalifica di 2 anni e 6 mesi, in secondo grado a 3 anni e 6 mesi, e infine a 2 anni e 6 mesi nella sentenza del CONI.
Per quanto invece concerne l'inchiesta sotto il profilo penale, Pairetto è stato condannato in 1º grado dal Tribunale di Napoli ad 1 anno e 11 mesi di reclusione e a 2 anni in appello il 17 dicembre 2013. Nelle motivazioni viene sottolineata "la leggerezza e apparente convivialità con cui avvenivano gli accordi per la designazione delle griglie arbitrali tra personaggi come Bergamo, Moggi o Giraudo", la quale "appare gravissima alla luce della evidente lesione del principio di terzietà che dovrebbe presiedere alla scelta di un direttore di gara". In via definitiva il 24 marzo 2015 viene prescritto.
Il 17 ottobre 2012 la Corte dei Conti ha condannato Pairetto a risarcire la FIGC per danno all'immagine, imponendogli di versare 800 000 euro.

## Vita Privata
Ha esercitato la professione di veterinario per circa 25 anni, ma negli ultimi anni si è dedicato principalmente all' attività imprenditoriale. A fine maggio 2025, è stato nominato presidente della squadra di Serie D Saluzzo Calcio, subentrando allo storico patron Gianpiero Boretto.